# 横浜三育小学校
横浜三育小学校（よこはまさんいくしょうがっこう）は、神奈川県横浜市旭区上川井町にある私立小学校。

## 概要
- 全国に10校あるセブンスデー・アドベンチスト教会系の小学校の一つ。キリスト教教育を土台とし、徳・知・体の調和のとれた児童を育成することを教育理念として掲げている。少人数教育、英語教育、労作教育などの特色教育を掲げて実践している。

## 沿革
- 1957年 亀甲山三育小学校として設立
- 1992年 現校名に改称
- 1998年 現在地に移転

## 交通
最寄り駅は、東急田園都市線青葉台駅、JR東日本横浜線十日市場駅、相鉄本線三ツ境駅。また、最寄りのバス停亀甲山から徒歩5 - 10分の場所にあり、公共交通機関を利用した場合相鉄線鶴ヶ峰駅、小田急江ノ島線鶴間駅が最寄駅となる。なお、距離上は東急田園都市線南町田グランベリーパーク駅が最寄駅となる。